# Minatsu Mitani
Minatsu Mitani (jap. 三谷 美菜津, Mitani Minatsu; * 4. September 1991 in der Präfektur Ishikawa) ist eine japanische Badmintonspielerin. Sie spielt für die Werksmannschaft der NTT East.

## Karriere
Minatsu Mitani wurde bei den Australia Open 2010 Zweite im Dameneinzel. Sie siegte 2011 bei den Croatian International und den Romanian International, ebenfalls in ihrer Stammdisziplin Dameneinzel. 2018 siegte sie bei den Spain Masters.

## Sportliche Erfolge
| Saison | Veranstaltung                | Disziplin   | Platz | Name           |
| ------ | ---------------------------- | ----------- | ----- | -------------- |
| 2010   | Australia Open               | Dameneinzel | 2     | Minatsu Mitani |
| 2011   | Osaka International          | Dameneinzel | 1     | Minatsu Mitani |
| 2011   | Croatian International       | Dameneinzel | 1     | Minatsu Mitani |
| 2011   | Romanian International       | Dameneinzel | 1     | Minatsu Mitani |
| 2012   | French Open                  | Dameneinzel | 1     | Minatsu Mitani |
| 2013   | Japan: Einzelmeisterschaften | Dameneinzel | 1     | Minatsu Mitani |